# Thylogale stigmatica
Падемелон червононогий (Thylogale stigmatica) — вид дрібних сумчастих з родини Кенгурові (Macropodidae). Етимологія: грец. στίγμα — «крапка, кололи марки»; вказуючи на слабку смугу на шиї і стегні, яка, здається, була "виколота" замість "заповнена". 

## Поширення
Зустрічається на крайньому півдні острова Нова Гвінея і протягом значної частини східної Австралії, від півострова Кейп-Йорк в сходу Нового Південного Уельсу. Діапазон проживання за висотою: від рівня моря до 1200 м над рівнем моря. У значній мірі солітарний лісовий вид. Живе у рівнинних і гірських вологих тропічних лісах, вологих склерофільних лісах, низьких напіввічнозелених лісах і зрідка зустрічаються в заростях лантану в колишніх лісових районах. У Новій Гвінеї обмежений галерейними лісами, уникаючи сусідні луки і змагається з видом Thylogale brunii, бо займає однакове місцепроживання.

## Загрози та збереження
Серйозних загроз для виду нема. В Австралії деякою загрозою є хижацтво з боку собак. У Новій Гвінеї загрозою є полювання задля м'яса. Присутній на багатьох охоронних територіях в Австралії і не присутній в природоохоронних зонах у Новій Гвінеї.

## Підвиди
вид Thylogale stigmatica
- підвид Thylogale stigmatica stigmatica (Gould, 1860)
- підвид Thylogale stigmatica coxenii (Gray, 1866)
- підвид Thylogale stigmatica oriomo (Tate and Archbold, 1935)
- підвид Thylogale stigmatica wilcoxi (McCoy, 1866)